# Odorico Politi

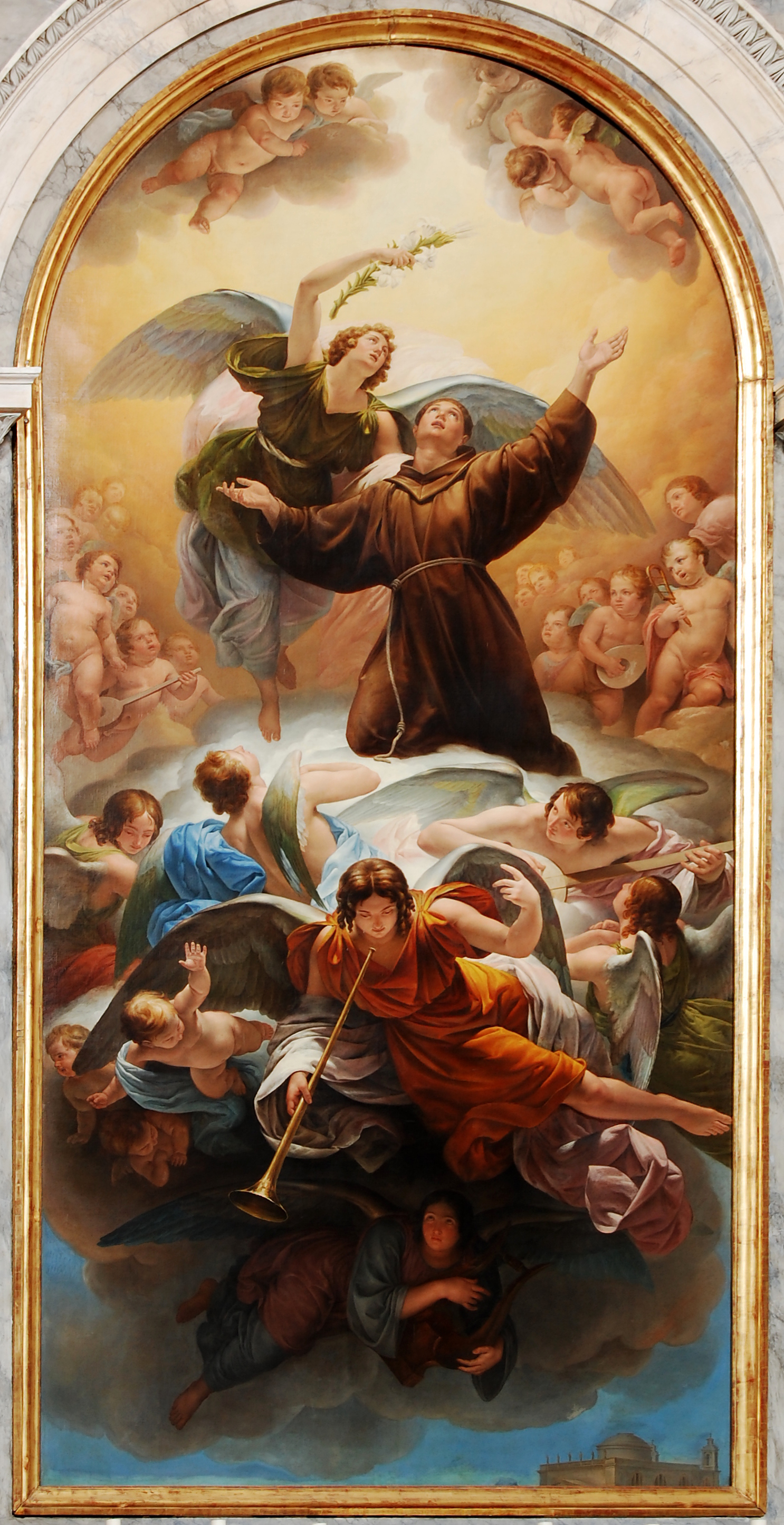
Sant'Antonio in Gloria, dipinto collocato nella chiesa di Sant'Antonio Taumaturgo a Trieste

Odorico Politi (Udine, 27 gennaio 1785 – Venezia, 18 ottobre 1846) è stato un pittore italiano.

## Biografia
Dopo aver studiato all'Accademia di Belle Arti di Venezia sotto la guida del maestro Teodoro Matteini, nel 1809 si trasferì a Roma dove entrò in contatto con lo scultore Antonio Canova. Nel 1812 rientrò a Udine dove iniziò la sua opera pittorica con diversi affreschi in stile neoclassico, risalgono al 1818 quelli realizzati presso il palladiano Palazzo Antonini. Fu anche apprezzato ritrattista. Nel 1831 fu nominato docente di pittura presso l'Accademia veneziana in cui si era formato; tra i suoi allievi si ricordano Pompeo Marino Molmenti, Antonio Dugoni e Fausto Antonioli.

## Opere
- Ritratto del Canova - 1810 - Musei civici di Udine
- Ritratto del Conte G.B. Bartolini - 1823
- Elena giocata ai dadi[1], tela/ pittura a olio - 1830 - Museo civico d'arte di Pordenone
- La modella del pittore - 1838
- Santa Filomena di Roma soccorsa dagli angeli - 1838 - Duomo di Rovigo
- Ritratto dell'abate Angelo Dalmistro - 1839
- Autoritratto - 1840 - Musei civici di Udine

Affreschi con soggetti religiosi si trovano nelle chiese di Attimis, Clauzetto, Felettano, Pavia di Udine, Tarcento, Trieste, Udine, Venezia e Vito d'Asio.
Opere a carattere storico-mitologico sono presenti nel palazzo Antonini e nel palazzo di famiglia a Udine e nel salone napoleonico del palazzo Reale a Venezia (La Pace circondata dalle Virtù).

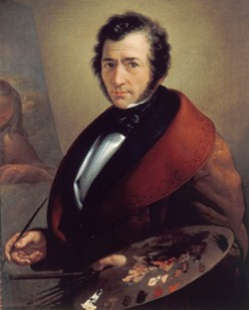
Autoritratto, olio su tela, 1830-1840 ca., Udine, Civici musei

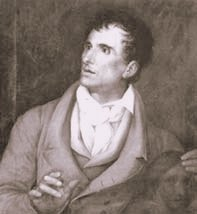
Ritratto di Canova